# Scherenkrise
Die Scherenkrise (russ.: Ножницы цен, Nozhnitsy tsen) war ein wirtschaftliches Problem in der frühen Geschichte der Sowjetunion, bei dem es einen eklatanten Preisunterschied zwischen landwirtschaftlichen und Industriegütern gab.

## Begriff
Benannt nach dem Auseinanderklaffen von Klingen einer Schere (Erklärung von Trotzki), stiegen die Preise für Industrieprodukte immer weiter, während die der landwirtschaftlichen Güter zunehmend fielen. Seinen Höhepunkt hatte diese Entwicklung im Oktober 1923, als die Preise für Industrieprodukte um 176 % im Vergleich zum Jahr 1913 gestiegen waren, während die der landwirtschaftlichen Produkte um 11 % gesunken waren.

## Ursache und Bekämpfung
Gründe für diese Entwicklung war die rasche Erholung der Agrarproduktion nach der Hungersnot von 1921–1922 und dem Bürgerkrieg, während die Industriegüterproduktion nur langsam wieder in Gang kam, da zuerst die zerstörte Infrastruktur wieder aufgebaut werden musste. Die Ereignisse seit 1914 (Weltkrieg, Bürgerkrieg, Okkupation, Terror, Seuchen, Hungersnöte …) hatte die Industrieproduktion bis 1920 auf ein Achtel gesenkt. Weiterhin musste die kriegsbedingte Zentralisierung, Militarisierung und Monopolisierung der Wirtschaft gelockert bzw. entgegengewirkt werden, da nun mehr der gesamtgesellschaftliche Bedarf anstatt des rein militärischen in den Fokus rückte. Das Problem wurde durch die Politik der sowjetischen Regierung weiter verschärft, da sie die Brotpreise auf einem künstlichen Tiefpunkt hielten, um einer zukünftigen Hungersnot vorzubeugen.
Auch Lenins neue Wirtschaftspolitik (NEP) konnte anfangs die Krise nicht bewältigen, da aufgrund der langsamen Industrialisierung die Bauern ihre Ernteerträge nicht auf dem Markt verkauften, sondern selbst konsumierten, da sie mit den Verkaufserlösen ohnehin keine Industrieprodukte hätten kaufen können. Viele Bauern zögerten, bevor sie ihr Getreide in die Städte brachten. Dies bedrohte nicht nur die Lebensmittelversorgung der Städte, sondern auch die strategische Allianz im Herzen des politischen Systems – das Arbeiter-und-Bauern-Bündnis (Smytschka).
Ende 1923 wurden drastische Maßnahmen unternommen, um das Steigen der Industriepreise umzukehren. Preiskontrollen wurden eingeführt und Arbeiter entlassen, um Produktionskosten zu senken. Kredite zu erhalten, wurde erschwert, um die Unternehmen zu zwingen, ihre Lagervorräte zu verkaufen. Gleichzeitig wurde eine staatliche Handelsorganisation gegründet, die der Industrie erstmals erlaubte, ihre Produkte direkt an die Dörfer zu verkaufen. Durch diese und weitere Maßnahmen der Regierung, wie konsequente Rationalisierung und Zurückdrängen des Einflusses von Händlern durch Errichtung von Verbrauchergenossenschaften konnte das Problem in den Griff bekommen werden.
Im April 1924 erreichte der landwirtschaftliche Preisindex den Wert von 92 und jener der Industrie 131 (Basisjahr jeweils 1913).